# بلانتایر، مالاوی
بلانتایر (به لاتین: Blantyre) یک شهر در مالاوی است که در منطقه جنوبی این کشور واقع شده‌است.

## خصوصیات
بلانتایر ۲۲۸ کیلومترمربع مساحت و ۱٬۸۹۵٬۹۷۳ نفر جمعیت دارد و ۱٬۰۳۹ متر بالاتر از سطح دریا واقع شده‌است.

## خواهرخوانده
شهرهای هانوفر و کاوهسیونگ خواهرخوانده‌های بلانتایر، مالاوی هستند.